# Таљо ди По
Таљо ди По (итал. Taglio di Po) је насеље у Италији у округу Ровиго, региону Венето.
Према процени из 2011. у насељу је живело 6848 становника. Насеље се налази на надморској висини од 0 м.

## Становништво
Према резултатима пописа становништва 2011. у општини је живело 8.495 становника.
| 1931.  | 1936.  | 1951.  | 1961. | 1971. | 1981. | 1991. | 2001. | 2011. |
| ------ | ------ | ------ | ----- | ----- | ----- | ----- | ----- | ----- |
| 11.112 | 12.178 | 13.086 | 8.636 | 7.789 | 8.441 | 8.538 | 8.284 | 8.495 |

## Партнерски градови
- Омишаљ